# Hill Harper
Francis Eugene Harper, meglio noto come Hill Harper (Iowa City, 17 maggio 1966), è un attore statunitense.

## Biografia
Hill Harper, nato a Iowa City, è figlio di Harry Harper, uno psichiatra, e Marilyn Hill, che fu una delle prime praticanti anestesiste afroamericane negli Stati Uniti.
Recitando sin dall'età di 7 anni, si laureò in cinematografia alla Brown University (1988), in Giurisprudenza alla Harvard Law School (dove era compagno di Barack Obama) per poi ottenere un master in Pubblica Amministrazione dalla John F. Kennedy School of Government alla Harvard University. Durante gli anni ad Harvard, è stato anche, per gran parte del suo tempo, un membro della compagnia teatrale dei Boston's Black Folks, una delle più antiche e apprezzate nel Paese. Nonostante avesse ottenuto un JD e un MPA, si trasferì a Los Angeles per inseguire l'arte della recitazione.
Adottò il nome "Hill" come tributo ai suoi antenati sia materni che paterni.
Nel gennaio del 2008, partecipò a Yes We Can, un video musicale a supporto di Barack Obama, prodotto da will.i.am. È membro della Obama for America National Finance Committee.
Ha recentemente lanciato un network: ForRealSolutions.com, che mira a incoraggiare soluzioni ad alcuni dei problemi della società.
Ha sottoscritto i 10,000 Bookbags per aiutare i bambini con problemi assieme a Jay Cameron della Life Center ed al cantante R&B Ginuwine.

## Carriera
Divenne famoso sia al cinema che in televisione nel 1993, lavorando nella serie televisiva Sposati... con figli e facendo il suo debutto in Confessions of a Dog. Ebbe un ruolo importante nel film di Spike Lee Bus in viaggio (1996), in cui ha il ruolo di uno studente che partecipa ad un viaggio in autobus diretto verso la Million Man March a Washington. Nel 1998 prende parte al film He Got Game di Spike Lee.
Il suo profilo successivamente aumentò in film indipendenti, grazie a ruoli in film come Beloved (1998) o The Skulls - I teschi (2000), di genere thriller/horror. Ebbe anche uno dei suoi ruoli più acclamati in The Visit (2000), un film drammatico indipendente in cui recitava nel ruolo di un prigioniero malato di AIDS che tenta di ricomporre la sua vita andata a pezzi. Il ruolo sicuramente più conosciuto è quello dell'investigatore Sheldon Hawkes nella serie televisiva statunitense CSI: NY, il secondo spin-off della serie di successo CSI: Scena del crimine.
Nel 2006 ha pubblicato un libro dal titolo Letters to a Young Brother, seguito due anni dopo da Letters to a Young Sister: DeFINE Your Destiny.
Tra il 2015 e il 2016 ha preso parte alla serie televisiva Limitless, mentre tra il 2017 e il 2023 ha interpretato la parte del Dr. Marcus Andrews nella serie della ABC The Good Doctor.  
A luglio 2023 ha deciso di concorrere per un posto al Senato degli Stati Uniti d'America, per sostituire la senatrice uscente Debbie Stabenow, uscendone sconfitto alle elezioni dalla rivale Elissa Slotkin.  

## Filmografia

### Cinema
- Pumpkinhead II: Blood Wings, regia di Jeff Burr (1993)
- Avventura nel tempo - Drifting School (Drifting School), regia di Junichi Mimura (1995)
- Bus in viaggio (Get on the Bus), regia di Spike Lee (1996)
- Steel, regia di Kenneth Johnson (1997)
- Hav Plenty, regia di Christopher Scott Cherot (1997)
- Hoover Park, regia di Rod S. Scott (1997)
- The Nephew, regia di Eugene Brady (1998)
- He Got Game, regia di Spike Lee (1998)
- Park Day, regia di Sterling Macer Jr. (1998)
- Beloved, regia di Jonathan Demme (1998)
- Slaves of Hollywood, regia di Terry Keefe e Michael Z. Wechsler (1998)
- Loving Jezebel, regia di Kwyn Bader (1999)
- In Too Deep, regia di Michael Rymer (1999)
- The Skulls - I teschi (The Skulls), regia di Rob Cohen (2000)
- The Visit, regia di Jordan Walker-Pearlman (2000)
- Box Marley, regia di Christopher Scott Cherot (2000)
- Higher Ed, regia di Jean-Claude La Marre (2001)
- The Badge - Inchiesta scandalo (The Badge), regia di Robby Henson (2002)
- Love, Sex and Eating the Bones, regia di Sudz Sutherland (2003)
- America Brown, regia di Paul Black (2004)
- Constellation, regia di Jordan Walker-Pearlman (2005)
- Whitepaddy, regia di Geretta Geretta (2006)
- Premium, regia di Pete Chatmon (2006)
- The Breed - La razza del male (The Breed), regia di Nicholas Mastandrea (2006)
- 30 Days, regia di Jamal Joseph (2006)
- A Good Man Is Hard to Find, regia di Leslie Small (2008)
- This Is Not a Test, regia di Chris Angel (2008)
- For Colored Girls, regia di Tyler Perry (2010)
- Mama, I Want to Sing!, regia di Charles Randolph-Wright (2011)
- Shanghai Hotel, regia di Jerry Allen Davis (2011)
- Miss Dial, regia di David H. Steinberg (2013)
- The Volunteer, regia di Vicky Wight (2013)
- 1982, regia di Tommy Oliver (2013)
- Verso la fine del mondo (Parts Per Billion), regia di Brian Horiuchi (2014)
- Il ragazzo della porta accanto (The Boy Next Door), regia di Rob Cohen (2015)
- Pearly Gates, regia di Scott Ehrlich (2015)
- Zona d'ombra (Concussion), regia di Peter Landesman (2015)
- All Eyez on Me, regia di Benny Boom (2017)
- Un'intervista con Dio (An Interview with God), regia di Perry Lang (2018)
- Il sole è anche una stella (The Sun Is Also a Star), regia di Ry Russo-Young (2019)
- Love by Drowning, regia di Justin Kreinbrink (2020)

### Televisione
- Una famiglia come le altre (Life Goes On) – serie TV, episodio 4x11 (1993)
- Sposati... con figli (Married with Children) – serie TV, 5 episodi (1993-1994)
- Renegade – serie TV, episodio 2x14 (1994)
- M.A.N.T.I.S. – serie TV, episodio 1x02 (1994)
- Walker Texas Ranger – serie TV, episodio 3x01 (1994)
- Willy, il principe di Bel-Air (The Fresh Prince of Bel-Air) – serie TV, episodio 5x11 (1994)
- Zooman, regia di Leon Ichaso – film TV (1995)
- Il cliente (The Client) – serie TV, episodio 1x02 (1995)
- Murder One – serie TV, episodio 1x07 (1995)
- Live Shot – serie TV, 13 episodi (1995)
- NYPD - New York Police Department (NYPD Blue) – serie TV, episodio 3x10 (1996)
- Dangerous Minds – serie TV, episodio 1x05 (1996)
- E.R. - Medici in prima linea (ER) – serie TV, episodio 4x09 (1997)
- Cosby – serie TV, episodio 2x21 (1998)
- Mama Flora's Family, regia di Peter Werner – miniserie TV (1998)
- City of Angels – serie TV, 24 episodi (2000)
- The Court – serie TV, episodio 1x01 (2001)
- The Twilight Zone – serie TV, episodio 1x03 (2002)
- Holla – programma TV, 1 puntata (2002)
- The Handler – serie TV, 16 episodi (2003-2004)
- I Soprano (The Sopranos) – serie TV, episodio 5x05 (2004)
- Soul Food – serie TV, episodi 5x03-5x08 (2004)
- CSI: Miami – serie TV, episodio 2x23 (2004)
- CSI: NY – serie TV, 197 episodi (2004-2013)
- Lackawanna Blues, regia di George C. Wolfe – film TV (2005)
- 4400 (The 4400) – serie TV, episodio 2x08 (2005)
- Stonehenge Apocalypse, regia di Paul Ziller – film TV (2010)
- Covert Affairs – serie TV, 32 episodi (2013-2014)
- Madam Secretary – serie TV, episodio 1x21 (2015)
- Limitless – serie TV 22 episodi (2015-2016)
- Homeland - Caccia alla spia (Homeland) – serie TV, 11 episodi (2016-2017)
- The Good Doctor – serie TV, stagioni 1-6, 116 episodi (2017-2023)

## Doppiatori italiani
Nelle versioni in italiano delle opere in cui ha recitato, Hill Harper è stato doppiato da:
- Vittorio Guerrieri in CSI: Miami, CSI: NY, Covert Affairs, The Good Doctor
- Roberto Gammino in Homeland - Caccia alla spia, All Eyez on Me, Zona d'ombra
- Francesco Meoni in The Badge - Inchiesta scandalo, Il ragazzo della porta accanto
- Nanni Baldini in Walker Texas Ranger, E.R. - Medici in prima linea
- Fabrizio Picconi in Limitless, Il sole è anche una stella
- Luigi Ferraro in NYPD - New York Police Department
- Riccardo Rossi in Bus in viaggio
- Francesco Pezzulli in He got games
- Stefano Miceli in The skull - I teschi
- Massimo De Ambrosis in The Breed - LA razza del male
- Massimiliano Plinio ne I Soprano
- Alberto Bognanni in Stonehenge Apocalypse
- Andrea Lavagnino in Madam Secretary